# 太宰治
太宰治（日语：／ Dazai Osamu，1909年6月19日—1948年6月13日），本名津島修治（／ Tsushima Shūji），日本無賴派小說家，生于青森縣。
太宰治从學生時代起已希望成為作家，21歲時和銀座咖啡館女侍投海自殺未遂。1936年出版之《晚年》一書中作品《逆行》列為第一屆芥川賞的候選作品。結婚後，寫出了《富嶽百景》及《斜陽》等作品，成為當代流行作家。1948年6月13日深夜與崇拜他的女讀者兼女朋友山崎富榮跳玉川上水自殺，享年38歲，留下了《人間失格》等作品。

## 經歷

### 出身

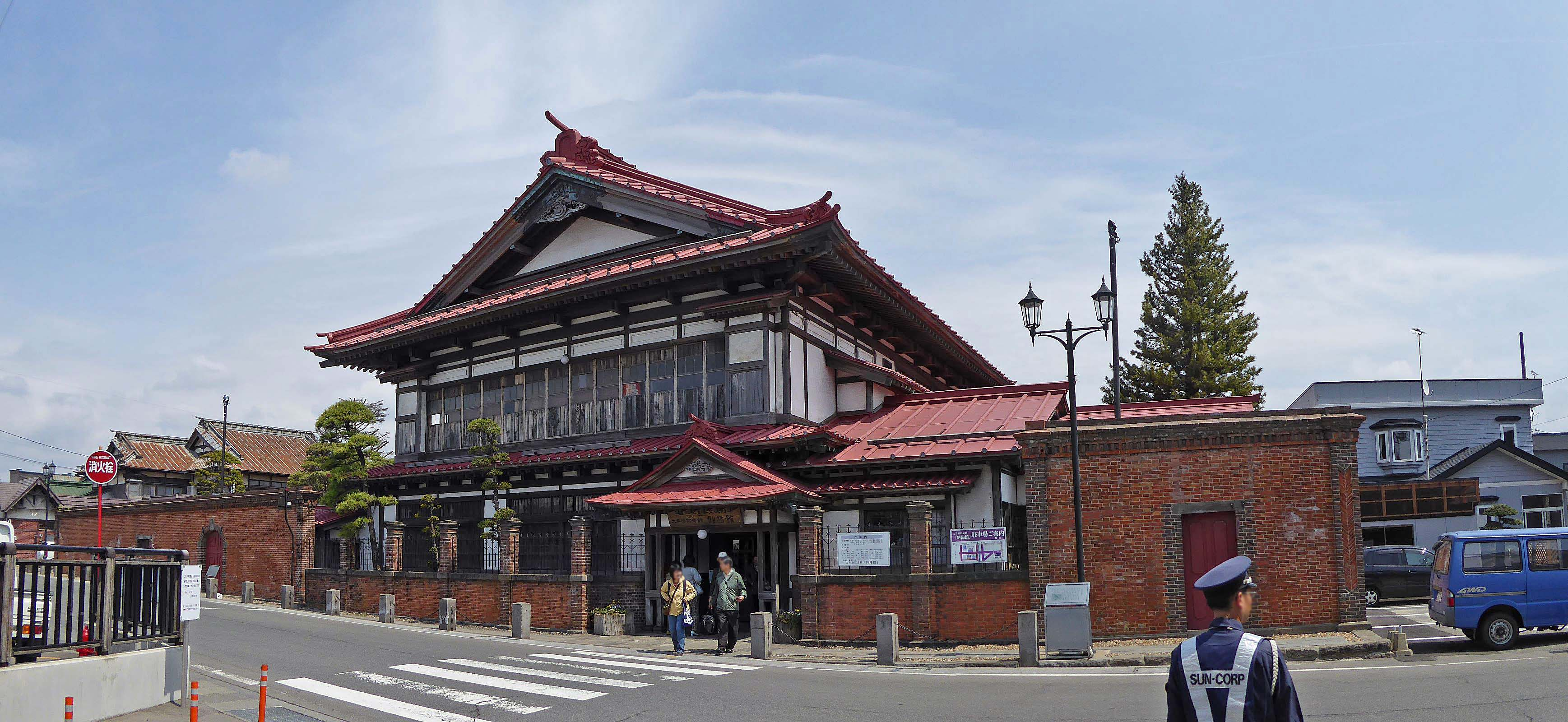
斜陽館是太宰治的生家，目前作為太宰治紀念館開放參觀。

1909年6月19日，太宰治出生於青森縣北津輕郡金木村（現在的青森縣五所川原市，以前的金木町），是縣內少數大地主津島源右衛門與妻松木夕子的六男。他們倆共有11名子女，而他是第10個小孩，血型AB型。其父是松木家的入贅女婿，也是縣議員、眾議院議員，經營銀行與鐵路，並因多額納稅而成為貴族院議員，是地方名紳。
關於津島家的祖先，他寫道：
|  | 我所生長的家，並沒有什麼值得誇口的族系。不知從何漂流而來並在津輕著根的百姓，便是我們的祖先。我是無智生活的貧農子孫。我家應該也是在青森縣之下，而名聲則是從曾祖父惣助的時代開始為人所知。 |

據說惣助不但是走賣的商人也從事借貸因而發跡。又有一說認為，津島家是從以前的對馬國渡過日本海而在津輕定居的一族。

### 學生時代

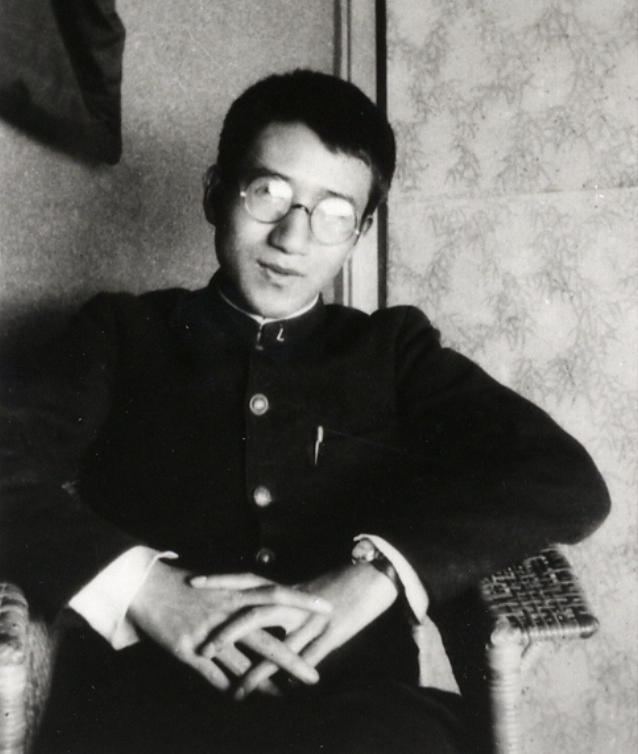
中學時期的太宰治

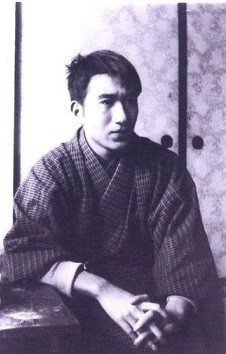
太宰治，1928年

1923年，入學青森縣立青森中學校，父親離世。
17歲時，寫出習作《最後的太閤》，並發行同人誌。1927年就讀舊制弘前高等學校（現在的弘前大學）的時代，喜愛泉鏡花及芥川龍之介的作品，並崇尚左翼運動。1927年7月24日，芥川自殺。同年秋天，太宰結識了青森藝妓小山初代。
1929年受到當時流行的無產階級文學影響，在同人誌《細胞文藝》創辦時以「辻島眾二」之名發表作品，受到井伏鱒二指導。這時候他也有用「小菅銀吉」或是本名來寫文章。12月10日，因煩惱本身的階級問題而企圖以安眠藥自殺。

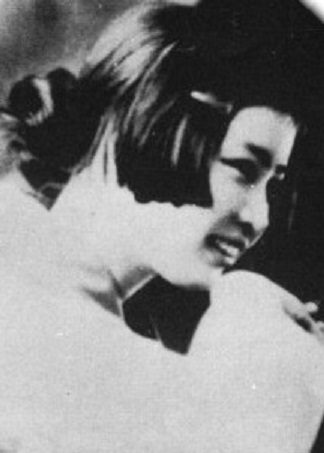
第一位殉情對象—田部目津子

1930年，僅因為憧憬法國文學，而在不懂法文的情況下進入東京帝國大學法文系，师从井伏鳟二，不但完全不瞭解高水準的講義內容，並因參與非法的左翼運動而怠惰學業，不斷留級直至被革除學籍。在學時，他接觸到了酒、香菸、酒家女，經常透支家裡寄來的生活費。在遇見了一名於銀座咖啡店當侍女的有夫之婦田部目津子後，兩人同居三天。1930年11月他們又企圖殉情，太宰治獲救，但目津子死亡。太宰治被控「幫助自殺罪」，後來獲得不起訴處分。他以這個素材，写作了《小丑之花》一文。
1931年和小山初代同居。
1932年向青森警察局自首，拘留一個月後脫離左翼運動。

### 小說家時代

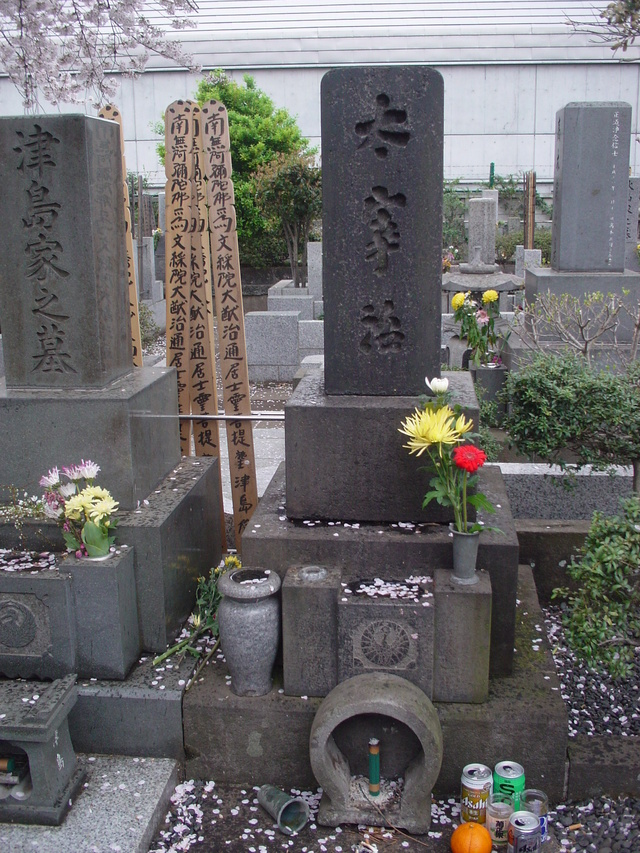
三鷹禪林寺的太宰治墓

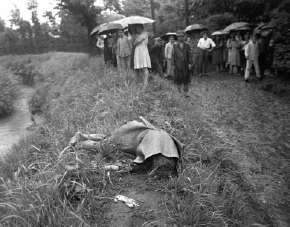
太宰治在投河後數日被發現的的遺體

1933年在《Sunday東奧》上發表短篇作品《列車》。參加同人誌《海豹》發表《魚服記》。
1935年在《文藝》發表《逆行》，是第一次在同人誌以外的雜誌發表的作品，也成為第一屆「芥川賞」的候補作品。但因不能進入「都新聞社」當記者，而又在鎌倉意圖自殺未遂。同年拜佐藤春夫為師。
1936年，在井伏鱒二的勸導下，進入武藏野醫院專注於治療前一年的藥物中毒。發行作品集處女作《晚年》，共收入40篇短篇小说。
1937年，和妻子小山初代以安眠藥自殺未遂。
1938年，停筆一年後，以《姨捨》復活，由恩師井伏鱒二作媒，和教師石原美知子結婚。之後，精神上較安定，寫了《富嶽百景》等作品。
1939年发表《女生徒》，获第四届北村透谷文学奖。此外尚有《御伽草紙》（1945），发挥了作家奔放的想象力。
1945年9月出版以鲁迅为模特的小说《惜别》，这是受1943年大东亚会议委托而写的小说，获得的好评不多。
為了生活，以「黑木舜平」的筆名寫了心理懸疑小說《斷崖的錯覺》，但太宰本身以此作品為恥。在他战后的作品中，短篇《维荣之妻》（1947年），中篇《斜阳》（1947年）、《人間失格》（1948年），被认为是最优秀的代表作品。

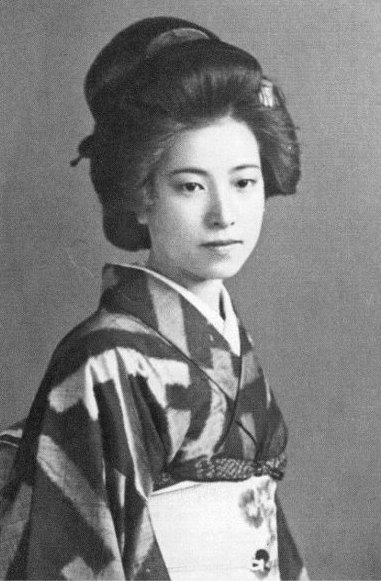
山崎富榮

### 自杀
太宰治曾至少五次尝试自杀，日本文学家自杀身亡的实例并不少，包括川端康成、三岛由纪夫、芥川龙之介等知名作家，但太宰治的自杀有其特别之处。1929年，太宰治吞下了大量的安眠药自殺，被友人救起；第二年，在就讀大学期间和一个酒吧女招待田部目津子殉情，他被渔夫救起。1935年，因报考新闻记者失败，前往镰仓山上吊，又被人救起。1937年，又携小山初代去谷山温泉进行第四次自杀，結果双双被救活。因此1948年6月15日的《朝日新闻》还登载了一则小新闻《太宰治先生出走了吗？》，懷疑太宰治是不是又自殺未遂了。長相俊秀的他，女人緣異常的出色，太宰治一生始終脫離不了女人，過著酗酒、尋歡作樂的浪蕩生活，每次自殺都跟女人有關。太宰也主动地将他自杀未遂的经历和体验转化为文学创作的素材，自杀即太宰人生的一部分，也是太宰文学的一大主题。對太宰治來說，活在世上就是一連串折磨，他曾經說：“死亡是最美的藝術” 。随着肺結核的恶化，太宰治感到疲惫，時常吐血，終在1948年（昭和23年）6月13日深夜在玉川上水與情婦山崎富榮投水殉情結束生命，一星期後的生日當天，屍體才被發現。两人的遗体用绳子绑在一起，但太宰治的遗容平靜，跟一般溺死者普遍面容猙獰差異很大。這件事情引起許多臆測，有傳是因為富榮而盲目殉情，也有傳是偏離常規而殉死。日本评论家平野谦说：“太宰的死，可说是这种历史的伤痕所造成的”。他們兩人遺體被發現的日子，恰巧是太宰治的生日6月19日當天。這一天是日本人的櫻桃忌（おうとうき），許多愛好者也會去三鷹的禪林寺探訪。太宰治的出身地青森縣金木町也有櫻桃忌的節日，但因為要慶祝其出生地為金木，在他冥誕的九十周年也就是1999年（平成11年）起，將當日改為「太宰治誕生祭」。在他的老家金木，也有公開的太宰治紀念館「斜陽館」，被指定為日本國內的重要文化財產。

## 作家研究
也許因為太宰四次自殺未遂而產生頹廢派的小說風格，但他也富有求真作家的面向，戰時留下了《畜犬談》、《御伽草紙》、《新釋諸國話》等充滿幽默的作品。三島由紀夫曾舉出刻畫較深刻的作品來否定太宰文學，但當被逼問道：「難道你也能否定《御伽草紙》一書嗎？」三島完全無法反駁。與太宰有過交情的杉森久英，雖然一直不太喜歡太宰文學，但是在戰後一段時間讀了《御伽草紙》、《新釋諸國話》後感嘆道，自己只抓住太宰的其中一面而對自己的無知感到深深的恥辱。
太宰治又和坂口安吾、織田作之助、石川淳等人同屬「無賴派」或稱作「新戲作派」。一般認為身為此派別其中一員的他喜愛頹廢作風。然而太宰本身撰寫這類消極頹廢作品的同時，也同時是同世代作家中最常於作品中「祈求神明」之人，對此也有許多研究、評論。
與小說中瀰漫的頹廢印象相反，太宰對聖經以及基督教抱有強烈的關注，也留下一些關於聖經的作品。其中之一為《越級申訴》。其書所描寫的是一般被認為背叛者、反叛者猶大的內心糾結。太宰的這部作品是以口述寫下而一氣呵成。

## 年譜

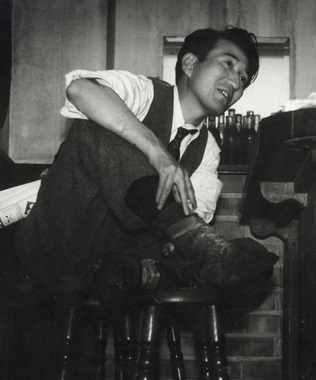
1946年，在酒吧裡的太宰治

- 1909年（明治42年）生於青森縣北津輕郡金木町（現在為五所川原市）。
- 1916年（大正 5 年）進入町立金木尋常小學。
- 1923年（大正12年）進入縣立青森中學（1950年以後為縣立青森高中）。英文作文成績優異。
- 1925年（大正14年）在中學校友會刊上發表習作《最後的太閤》。和友人發行同人誌「星座」。
- 1927年（昭和 2 年）第一高等學校（現在的東京大學教養學院）入學考試失利，進入弘前高等學校（現在的弘前大學）文科甲類（文學系的英語班）就讀。
- 1928年（昭和 3 年）創刊同人誌「細胞文藝」。由於有雄厚資金作為背景，獲得許多有名作家如舟橋聖一（日语：舟橋聖一）和吉屋信子的原稿。在這時他認識了井伏鱒二的作品，希望井伏能為「細胞文藝」執筆。井伏的《藥局室插話》這時的作品。
- 1930年（昭和 5 年）進入東京帝國大學法文系。以門人的身份得以出入井伏鱒二身邊。同年和咖啡店的女侍在鎌倉的小動海岬跳海殉情未遂。由於對方死亡，因此以幫助自殺的嫌疑犯身分接受調查，經兄長文治等人奔走而得到起訴緩刑的處分。只是關於這個判決，有一說是承辦此案的宇野檢察官剛好是太宰父親老家松木家的親屬，也有承辦的刑警恰巧是金木出身而對太宰有利的說法（中畑慶吉的訪談）。
- 1931年（昭和 6 年）被津島家除籍，與小山初代同居。
- 1932年（昭和 7 年）向警方自首參加左翼運動，並遭拘留。其後脫離左翼運動。
- 1933年（昭和 8 年）在「東奧日報」以太宰治的筆名發表短篇小說《列車》。
- 1934年（昭和 9 年）與檀一雄（日语：檀一雄）、木山捷平、中原中也、津村信夫等人創文藝雜誌「青花」，創刊號後即廢刊。
- 1935年（昭和10年）《逆行》成為第一屆芥川賞的候補作品。師事佐藤春夫。
- 1936年（昭和11年）進入武藏野醫院治療中毒症狀。
- 1937年（昭和12年）得知小山初代與津島家親屬習畫學生小館善四郎密切往來，太宰與初代殉情未遂便分手。
- 1938年（昭和13年）井伏鱒二作媒，與石原美知子訂婚。
- 1939年（昭和14年）與石原美知子舉行婚禮，並於秋天移居東京三鷹。
- 1941年（昭和16年）長女園子出生。同年，太田靜子初訪太宰治於三鷹居所。
- 1944年（昭和19年）長男正樹出生。
- 1945年（昭和20年）帶妻子回到青森縣津輕的老家。同年，日本宣佈無條件投降。
- 1946年（昭和21年）偕妻子回三鷹家。
- 1947年（昭和22年）年初到神奈川縣探訪太田靜子。次女里子出生（即日後的女作家津島佑子）。年末，與太田靜子的女兒治子誕生。發表《斜陽》。
- 1948年（昭和23年）發表《人間失格》。與山崎富榮於玉川上水投水自殺。兩人的遺體雖然用繩子牢牢綁在一起，但太宰遺體留有激烈反抗的跡象。為此也有人私下認為「太宰在行動之前改變心意，但是因為山崎硬把他拖入水中才入水」。在朝日新聞上連載中的幽默小說《good bye》也成為其遺作。奇怪的是作為他絕筆的此作品第十三章，暗示着基督教的厄運，檀一雄認為這是太宰最後的灑脫。太宰在遺書中寫道：「我寫不出小說了。」但也有一說認為其自殺原因可能是他苦於獨子罹患唐氏綜合症。可說是太宰對既存文壇宣戰佈告的連載評論《如是我聞》的最終回，在其死後刊出。

## 作品

### 小說
- （晚年，1936年，砂子屋書房）
- （虛構的徬徨，1937年，新潮社）
- （二十世紀旗手，1937年，版画莊）
- （1939年，竹村書房）
- （女學生，1939年，砂子屋書房）
- （皮膚與心，1940年，竹村書房）
- （1940年，人文書院）
- （跑吧！美樂斯，1940年）
- （1940年，河出書房）
- （1941年，實業之日本社）
- （新哈姆雷特，1941年，文藝春秋新社）
- （1941年，筑摩書房）
- （1941年，月曜莊）
- （1942年，利根書房）
- （1942年，竹村書房）
- （正義與微笑，1942年，錦城出版社）
- （等待，1942年，博文館）
- （1943年，新潮社）
- （1943年，錦城出版社）
- （1944年，肇書房）
- （1944年，小山書房）
- （新釋諸國話，1945年，生活社）
- （1945年，朝日新聞社）
- （御伽草紙，1945年，筑摩書房）
- （潘多拉的盒子，1946年，河北新報社）
- （1946年，新紀元社）
- （1947年，中央公論社）
- （維榮之妻，1947年，筑摩書房）
- （1947年，新潮社）
- （1948年，筑摩書房）
- （櫻桃，1948年，實業之日本社）
  - （全10卷，ちくま文庫，1989年）
  - 新版（全13卷，筑摩書房，1999年）

### 简体中文译本
- 《斜阳》（1981年8月，上海译文出版社，译者：张嘉林，统一书号:10188-205）
- 《维荣的妻子——当代日本小说集》（1986年，上海译文出版社，ISBN 978-1-01-886369-6）
- 《丧失为人资格——颓废无赖小说》（1993年6月，北京师范大学出版社，译者：王向远，ISBN 978-7-303-03198-6）
- 《斜阳》（1999年4月，山东文艺出版社，译者：杨伟/晋学新，ISBN 978-7-5329-1619-1）
- 《惜别》（2006年1月，新星出版社，译者：于小植，ISBN 978-7-80148-996-8）
- 《阴火》（2010年4月，吉林出版集团，译者：郭永钦，ISBN 9787546326184）
- 《潘多拉盒子》（2010年5月，吉林出版集团，译者: 马杰/郭小超，ISBN 9787546326177）
- 《人间失格》（2010年11月，云南人民出版社，译者：高詹灿，ISBN 978-7-2220-6947-3）
- 《人间失格》（2011年12月，武汉出版社，ISBN 978-7-5430-6408-9）
- 《人间失格》（2013年4月，湖南文艺出版社，译者：颜月，ISBN 978-7-5404-6125-6）
- 《人间失格 : 太宰治文学精选集》（2013年4月，天津人民出版社，译者：高詹灿，ISBN 978-7-2010-7970-7）
- 《二十世纪旗手》（2017年9月，九州出版社，译者：萧云菁 郑天恩，ISBN 978-7-5108-5700-3）
- 《正義與微笑》（2020年8月，浙江文藝出版社，译者：高詹灿，ISBN 978-7-5339-6166-4）

### 正體中文譯本
- 《當代世界小說家讀本－第24冊－太宰治》（斜陽、人間失格）（1987年9月，光復書局，譯者：李永熾）
- 《小說燈籠》（1995年5月，花田，譯者：石榴紅文字工作坊，導讀：張大春，ISBN 9789578936416）
- 《女生徒》（2001年2月5日，小知堂，譯者：李桂芳）
- 《女生徒》（2009年7月10日，立村文化，譯者：李桂芳）
- 《人間失格》（2001年5月5日，小知堂，譯者：許時嘉，ISBN 9789570405705）
- 《人間失格》（2003年9月29日，亞洲圖書，譯者：李欣欣，ISBN 9789867113610）
- 《人間失格》（2009年4月15日，立村，譯者：許時嘉，ISBN 9789868519800）
- 《人間失格》（2009年6月4日，木馬文化，譯者：高詹燦，ISBN 9789866488207）
- 《人間失格》（2010年7月23日，新雨，譯者：楊偉、蕭雲菁，ISBN 9789577339478）
- 《人間失格》（2013年10月1日，野火文化，ISBN 9789868992009)
- 《人間失格》（2016年8月10日，野人，譯者：吳季倫，ISBN 9789863841500)
- 《人間失格》（2017年12月12日，前景文化，ISBN 9789866536571）
- 《人間失格》（2018年5月8日，漫遊者文化，譯者：劉子倩，ISBN 9789864892662)
- 《人間失格》（2018年11月30日，笛藤，譯者：長安靜美，ISBN 9789577107404)
- 《人間失格》（2019年1月29日，香港中和，譯者：施小煒，ISBN 9789888466566)
- 《人間失格》（2019年11月15日，遠流，譯者：李佳霖，ISBN 9789573286431)
- 《人間失格：獨家收錄【戀愛合格】》（2019年3月27日，大牌出版，譯者：陳系美，ISBN 9789867645685)
- 《晚年》（2004年4月9日，亞洲圖書，譯者：游綉月）（僅為選出原著部分文章翻譯，並未完全翻譯全書）
- 《斜陽》（1981年6月，文鏡，譯者：何馬）
- 《斜陽》（1987年5月，星光，譯者：游瑞華）
- 《斜陽》（2001年4月5日，小知堂，譯者：周敏珠，ISBN 9570405554）
- 《斜陽》（2003年9月，亞洲圖書，譯者：沈曼雯，ISBN 986-7667-10-7）
- 《斜陽－太宰治傑作精選集Ⅰ》（2004年4月9日，亞洲圖書，編選：傅博，譯者：沈曼雯）
- 《斜陽》（2009年5月，立村文化，譯者：周敏珠，ISBN 9789868519831）
- 《斜陽》（2013年12月，野火文化，ISBN 9789868992054）
- 《斜陽》（2016年9月，自由之丘，譯者：張嘉林，ISBN 9789863891536）
- 《斜陽》（2018年，前景文化，ISBN 9789866536601）
- 《陰火》（2004年5月3日，亞洲圖書，譯者：游綉月，ISBN 9789867667373）
- 《跑吧！美樂斯》（2004年5月28日，亞洲圖書，譯者：葉婉奇）
- 《維榮之妻》（2010年1月25日，新雨，譯者：鄭美滿）
- 《御伽草紙》（2012年1月1日，逗點文創，譯者：湯家寧）
- 《離人》（2013年1月23日，大牌出版，譯者：劉子倩，ISBN 9789868896925）
- 《葉櫻與魔笛：太宰治怪談傑作選》（2013年5月9日，大牌出版，譯者：銀色快手）
- 《越級申訴》（2013年8月，逗點文創，譯者：湯家寧）
- 《奇想與微笑──太宰治短篇傑作選》(2015年2月，野人文化，編選：森見登美彥，譯者：吳季倫)
- 《思考的蘆韋》(2018年4月，大牌出版，譯者:劉子倩)
- 《正義與微笑》（2020年8月，木馬文化出版，譯者：高詹燦，ISBN 9789863598077）
- 《斜陽》（2021年8月，木馬文化出版，譯者：高詹燦）

## 家族
|          |          |          |          |          |          |        |        |        |        |        |        | 石原初太郎 | 石原初太郎 | 石原初太郎 | 石原初太郎 | 石原初太郎 | 石原初太郎 |        |        |        |        |  |  | 津島源右衛門        | 津島源右衛門        | 津島源右衛門        | 津島源右衛門        | 津島源右衛門        | 津島源右衛門        |  |  | 松木夕子 | 松木夕子 | 松木夕子 | 松木夕子 | 松木夕子 | 松木夕子 |  |  |          |          |          |          |          |          |  |  |          |          |          |          |          |          |  |  |    |    |    |    |    |    |  |  |          |          |          |          |          |          |
|          |          |          |          |          |          |        |        |        |        |        |        | 石原初太郎 | 石原初太郎 | 石原初太郎 | 石原初太郎 | 石原初太郎 | 石原初太郎 |        |        |        |        |  |  | 津島源右衛門        | 津島源右衛門        | 津島源右衛門        | 津島源右衛門        | 津島源右衛門        | 津島源右衛門        |  |  | 松木夕子 | 松木夕子 | 松木夕子 | 松木夕子 | 松木夕子 | 松木夕子 |  |  |          |          |          |          |          |          |  |  |          |          |          |          |          |          |  |  |    |    |    |    |    |    |  |  |          |          |          |          |          |          |
|          |          |          |          |          |          |        |        |        |        |        |        |            |            |            |            |            |            |        |        |        |        |  |  |                     |                     |                     |                     |                     |                     |  |  |          |          |          |          |          |          |  |  |          |          |          |          |          |          |  |  |          |          |          |          |          |          |  |  |    |    |    |    |    |    |  |  |          |          |          |          |          |          |
|          |          |          |          |          |          |        |        |        |        |        |        |            |            |            |            |            |            |        |        |        |        |  |  |                     |                     |                     |                     |                     |                     |  |  |          |          |          |          |          |          |  |  |          |          |          |          |          |          |  |  |          |          |          |          |          |          |  |  |    |    |    |    |    |    |  |  |          |          |          |          |          |          |
|          |          |          |          |          |          |        |        | 石原明 | 石原明 | 石原明 | 石原明 | 石原明     | 石原明     |            |            | 美知子     | 美知子     | 美知子 | 美知子 | 美知子 | 美知子 |  |  | 津島修治 （太宰治） | 津島修治 （太宰治） | 津島修治 （太宰治） | 津島修治 （太宰治） | 津島修治 （太宰治） | 津島修治 （太宰治） |  |  | 太田静子 | 太田静子 | 太田静子 | 太田静子 | 太田静子 | 太田静子 |  |  | 津島英治 | 津島英治 | 津島英治 | 津島英治 | 津島英治 | 津島英治 |  |  | 津島文治 | 津島文治 | 津島文治 | 津島文治 | 津島文治 | 津島文治 |  |  |    |    |    |    |    |    |  |  |          |          |          |          |          |          |
|          |          |          |          |          |          |        |        | 石原明 | 石原明 | 石原明 | 石原明 | 石原明     | 石原明     |            |            | 美知子     | 美知子     | 美知子 | 美知子 | 美知子 | 美知子 |  |  | 津島修治 （太宰治） | 津島修治 （太宰治） | 津島修治 （太宰治） | 津島修治 （太宰治） | 津島修治 （太宰治） | 津島修治 （太宰治） |  |  | 太田静子 | 太田静子 | 太田静子 | 太田静子 | 太田静子 | 太田静子 |  |  | 津島英治 | 津島英治 | 津島英治 | 津島英治 | 津島英治 | 津島英治 |  |  | 津島文治 | 津島文治 | 津島文治 | 津島文治 | 津島文治 | 津島文治 |  |  |    |    |    |    |    |    |  |  |          |          |          |          |          |          |
|          |          |          |          |          |          |        |        |        |        |        |        |            |            |            |            |            |            |        |        |        |        |  |  |                     |                     |                     |                     |                     |                     |  |  |          |          |          |          |          |          |  |  |          |          |          |          |          |          |  |  |          |          |          |          |          |          |  |  |    |    |    |    |    |    |  |  |          |          |          |          |          |          |
|          |          |          |          |          |          |        |        |        |        |        |        |            |            |            |            |            |            |        |        |        |        |  |  |                     |                     |                     |                     |                     |                     |  |  |          |          |          |          |          |          |  |  |          |          |          |          |          |          |  |  |          |          |          |          |          |          |  |  |    |    |    |    |    |    |  |  |          |          |          |          |          |          |
| 津島雄二 | 津島雄二 | 津島雄二 | 津島雄二 | 津島雄二 | 津島雄二 |        |        | 園子   | 園子   | 園子   | 園子   | 園子       | 園子       |            |            | 正樹       | 正樹       | 正樹   | 正樹   | 正樹   | 正樹   |  |  | 里子 （津島佑子）   | 里子 （津島佑子）   | 里子 （津島佑子）   | 里子 （津島佑子）   | 里子 （津島佑子）   | 里子 （津島佑子）   |  |  | 太田治子 | 太田治子 | 太田治子 | 太田治子 | 太田治子 | 太田治子 |  |  | 津島一雄 | 津島一雄 | 津島一雄 | 津島一雄 | 津島一雄 | 津島一雄 |  |  | 津島康一 | 津島康一 | 津島康一 | 津島康一 | 津島康一 | 津島康一 |  |  | 陽 | 陽 | 陽 | 陽 | 陽 | 陽 |  |  | 田泽吉郎 | 田泽吉郎 | 田泽吉郎 | 田泽吉郎 | 田泽吉郎 | 田泽吉郎 |
| 津島雄二 | 津島雄二 | 津島雄二 | 津島雄二 | 津島雄二 | 津島雄二 |        |        | 園子   | 園子   | 園子   | 園子   | 園子       | 園子       |            |            | 正樹       | 正樹       | 正樹   | 正樹   | 正樹   | 正樹   |  |  | 里子 （津島佑子）   | 里子 （津島佑子）   | 里子 （津島佑子）   | 里子 （津島佑子）   | 里子 （津島佑子）   | 里子 （津島佑子）   |  |  | 太田治子 | 太田治子 | 太田治子 | 太田治子 | 太田治子 | 太田治子 |  |  | 津島一雄 | 津島一雄 | 津島一雄 | 津島一雄 | 津島一雄 | 津島一雄 |  |  | 津島康一 | 津島康一 | 津島康一 | 津島康一 | 津島康一 | 津島康一 |  |  | 陽 | 陽 | 陽 | 陽 | 陽 | 陽 |  |  | 田泽吉郎 | 田泽吉郎 | 田泽吉郎 | 田泽吉郎 | 田泽吉郎 | 田泽吉郎 |
|          |          |          |          |          |          |        |        |        |        |        |        |            |            |            |            |            |            |        |        |        |        |  |  |                     |                     |                     |                     |                     |                     |  |  |          |          |          |          |          |          |  |  |          |          |          |          |          |          |  |  |          |          |          |          |          |          |  |  |    |    |    |    |    |    |  |  |          |          |          |          |          |          |
|          |          |          |          | 津島淳   | 津島淳   | 津島淳 | 津島淳 | 津島淳 | 津島淳 |        |        |            |            |            |            |            |            |        |        |        |        |  |  |                     |                     |                     |                     |                     |                     |  |  |          |          |          |          |          |          |  |  | 津島恭一 | 津島恭一 | 津島恭一 | 津島恭一 | 津島恭一 | 津島恭一 |  |  |          |          |          |          |          |          |  |  |    |    |    |    |    |    |  |  |          |          |          |          |          |          |

## 太宰治的傳記
- 杉森久英《苦惱的旗手－太宰治》
- 檀一雄《小説太宰治》
- 野原一夫《回想太宰治》
- 山岸外史《人間太宰治》

## 飾演過太宰治的演員
- 石坂浩二 - 戲劇（1979年）
- 萩原健一 - 電影（1983年 監督：神代辰巳）
- 峰岸徹（日语：峰岸徹） - 電影（1983年）
- 田村亮 - 戲劇第4回「人間失格 太宰治」（1984年）
- 岡田裕介（日语：岡田裕介） - 電影（1986年 監督：深作欣二）
- 風間杜夫 - 舞台《人間合格》（1989年）
- 渡邊一惠 - 舞台劇《人間合格》（1989年）
- 役所廣司 - 電視劇（1992年）
- 唐澤壽明 -舞台劇《溫水夫妻》（1999年）
- 河村隆一 - 電影（2002年）
- 細川智三（日语：細川智三） - 電視節目（2002年）
- 大高洋夫（日语：大高洋夫） - 舞台劇《人間合格》（2003年）
- 塚本高史 - 電影（2006年）
- 西島秀俊 - 電視劇 《純情閃耀》(NHK晨間劇)（2006年）飾演杉冬吾，原型為太宰治。
- 豐川悦司 - 電視單元劇《太宰治物語》（2008年）
- 岡本健一 - 舞台劇《人間合格》（2008年）
- 南原健朗（日语：南原健朗） - 電影（2008年）
- 淺野忠信 - 電影《維榮之妻 〜櫻桃與蒲公英〜》（2009年）
- 向井理 - 電視單元劇《黃金風景》（2010年）
- 生田斗真 - 電影《人間失格》（2010年）飾演大庭葉藏。
- 小栗旬 - 電影《人間失格：太宰治與他的3個女人（日语：人間失格 太宰治と3人の女たち）》（2019年）

### 太宰治傳記
- 杉森久英著  文藝春秋 1967年
- 杉森久英著  角川書店 1972年
- 杉森久英著  河出書房新社 1983年 ISBN 4-309-40053-1
- 檀一雄（日语：檀一雄）著  審美社 1992年 ISBN 4-7883-3065-2
- 檀一雄著  岩波書店 2000年 ISBN 4-00-602012-0
- 野原一夫（日语：野原一夫）著  新潮社 1980年 ISBN 4-10-335301-5
- 野原一夫著  新潮社 1983年 ISBN 4-10-130301-0
- 野原一夫著  新潮社 1998年 ISBN 4-10-335308-2
- 野原一夫著　 ちくま文庫 1998年
- 石上玄一郎（日语：石上玄一郎）著　 集英社文庫 1990年
- 矢代静一（日语：矢代静一）著　　河出文庫 1998年
- 相馬正一著 　筑摩書房 1982-85年
- 山岸外史著  筑摩書房 1989年 ISBN 4-480-02337-2
- 猪瀨直樹著  小学館 2000年 ISBN 4-09-394166-1 （電影化中，伊藤秀裕監督，河村隆一飾太宰）
- 長部日出雄（日语：長部日出雄）著　 文春文庫 2003年
- 長部日出雄著　　文春文庫　2005年
- 津島美知子（日语：津島美知子）著　　講談社文藝文庫　2008年
- （日本音声保存）2006年 ISBN 4-901708-93-7

### 其他
- 井伏鱒二　　筑摩書房 1989年
- 奥野健男（日语：奥野健男）著 『 近代生活社 1987年、文春文庫　1998年
- 日本近代文學館編　 2000年
- 山崎富榮著

長篠康一郎編、女性文庫・学陽書房 1995年
- 鎌田慧（日语：鎌田慧）著  祥傳社 2000年 ISBN 4-396-63172-3
- 鎌田慧著  講談社 2003年 ISBN 4-06-273767-1
- 新潮文庫 2004年
- 吉田和明（日语：吉田和明）著  現代書館 1987年 ISBN 4-7684-0045-0
- 小野才八郎（日语：小野才八郎）著  津輕書房（日语：津軽書房） 1998年 ISBN 4-8066-0169-1
- 山口智司（日语：山口智司）著  PHP研究所 2009年 ISBN 978-4-56970-541-5

- 吳叡人，〈文學的自殺與日本的近現代精神史：從明治到昭和，以北村透谷、有島武郎、芥川龍之介、太宰治到三島由紀夫、川端康成為例〉，收錄於《春山文藝創刊號：歷史在呼嘯》，春山出版，2019年。ISBN 9789869804240

- 津島佑子著講談社 1996年8月至1997年8月連載

## 外部連結
- （日語）（青空文庫）
- （日語）
- （日語）
- （日語）